# Ronde van Spanje 1971
De 26e editie van de Ronde van Spanje ging op 29 april 1971 van start in Almería, in het zuiden van Spanje. Na 2983 kilometer en 17 etappes werd op 16 mei in Madrid gefinisht. De ronde werd gewonnen door de Belg Ferdinand Bracke.

## Eindklassement
Ferdinand Bracke werd winnaar van het eindklassement van de Ronde van Spanje van 1971 met een voorsprong van 59 seconden op Wilfried David. In de top tien eindigden zes Spanjaarden. Beste Nederlander was Joop Zoetemelk met een zesde plek in het algemeen klassement. Tevens won Zoetemelk het bergklassement.
| rang | renner            | land      | ploeg           | tijd       |
| ---- | ----------------- | --------- | --------------- | ---------- |
| 1    | Ferdinand Bracke  | België    | Peugeot - BP    | 73u 50'05" |
| 2    | Wilfried David    | België    | Peugeot - BP    | + 0'59"    |
| 3    | Luis Ocaña        | Spanje    | Bic             | + 1'51"    |
| 4    | Miguel María Lasa | Spanje    | Orbea - Legnano | + 2'18"    |
| 5    | Manuel Galera     | Spanje    | Karpy           | + 2'37"    |
| 6    | Joop Zoetemelk    | Nederland | Flandria - Mars | + 2'48"    |
| 7    | Agustín Tamames   | Spanje    | Werner          | + 5'15"    |
| 8    | Antonio Martos    | Spanje    | Werner          | + 5'45"    |
| 9    | Raymond Poulidor  | Frankrijk | Fagor - Mercier | + 6'01"    |
| 10   | Luis Balagué      | Spanje    | Werner          | + 6'17"    |

## Etappe-overzicht
| Etappe  | Datum    | Van - naar                      | Km        | Etappewinnaar                 | Klassementsleider |
| ------- | -------- | ------------------------------- | --------- | ----------------------------- | ----------------- |
| Proloog | 29 april | Almería                         | 4,2 (ITT) | René Pijnen                   | René Pijnen       |
| 1       | 30 april | Almería - Águilas               | 126       | Ger Harings                   | René Pijnen       |
| 2       | 1 mei    | Águilas - Calp                  | 245       | Eddy Peelman                  | René Pijnen       |
| 3       | 2 mei    | Calp - La Pobla de Farnals      | 164       | Cyrille Guimard               | René Pijnen       |
| 4       | 3 mei    | La Pobla de Farnals - Benicasim | 175       | Hubert Hutsebaut              | Domingo Perurena  |
| 5       | 4 mei    | Benicasim - Salou               | 172       | René Pijnen                   | René Pijnen       |
| 6       | 5 mei    | Salou - Barcelona               | 149       | Eddy Peelman                  | René Pijnen       |
| 7       | 6 mei    | Barcelona - Manresa             | 179       | Walter Godefroot              | René Pijnen       |
| 8       | 7 mei    | Balaguer - Jaca                 | 211       | Walter Godefroot              | René Pijnen       |
| 9       | 8 mei    | Jaca - Pamplona                 | 175       | Agustín Tamames               | Agustín Tamames   |
| 10      | 9 mei    | Pamplona - San Sebastián        | 120       | Gerard Vianen                 | Agustín Tamames   |
| 11a     | 10 mei   | San Sebastián - Bilbao          | 140       | Gerben Karstens               | Agustín Tamames   |
| 11b     | 10 mei   | Bilbao                          | 2,6 (ITT) | José Antonio González Linares | Miguel María Lasa |
| 12      | 11 mei   | Bilbao - Vitoria                | 185       | Luis Ocaña                    | Ferdinand Bracke  |
| 13      | 12 mei   | Vitoria - Torrelavega           | 208       | Eddy Peelman                  | Ferdinand Bracke  |
| 14      | 13 mei   | Torrelavega - Burgos            | 192       | Wilfried David                | Ferdinand Bracke  |
| 15      | 14 mei   | Burgos - Segovia                | 188       | Cyrille Guimard               | Ferdinand Bracke  |
| 16      | 15 mei   | Segovia - Ávila                 | 114       | Joop Zoetemelk                | Ferdinand Bracke  |
| 17a     | 16 mei   | Ávila - Madrid                  | 138       | Willy Scheers                 | Ferdinand Bracke  |
| 17b     | 16 mei   | Madrid                          | 5,3 (ITT) | René Pijnen                   | Ferdinand Bracke  |